# Murmur (demônio)
Na demonologia, Murmur é o Grande Duque e Conde do Inferno, e possui trinta legiões de demónios sob seu comando. Ele ensina filosofia, e pode obrigar as almas dos defuntos para comparecer perante o mágico, para responder a cada pergunta desejada. 
Murmur é retratado como um soldado montando sobre um abutre ou grifo, e usando uma coroa ducal. Dois de seus ministros aparecem antes dele, tocando som de trombetas. "Murmur" em latim significa ruído, sussurrar, murmurar, e ao som da trombeta. Alguns autores retratam-no simplesmente como um abutre. 

Outras ortografias : Murmus, Murmuur, Murmux.